# ロンサム・ジョージ

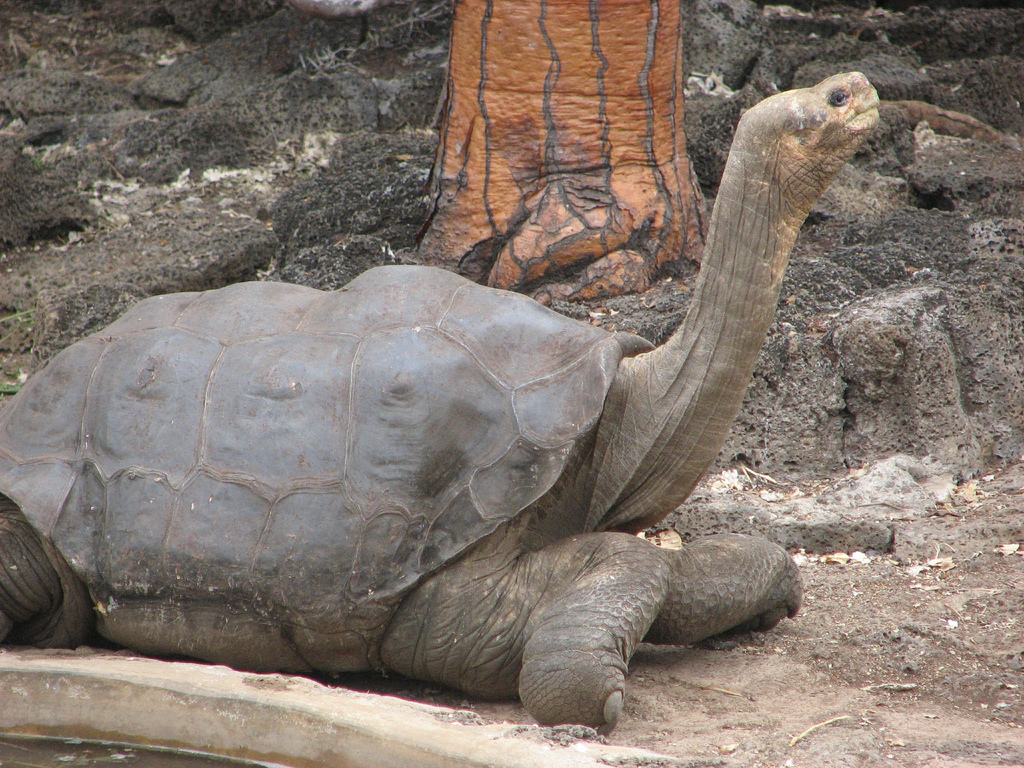
ロンサム・ジョージ（2006年撮影）

ロンサム・ジョージ（英：Lonesome George、- 2012年6月24日）は1971年にガラパゴス諸島のピンタ島で発見されたピンタゾウガメの個体。ピンタゾウガメで生存が確認されていた最後の個体であり、ジョージの死によりピンタゾウガメは絶滅したと考えられている。

## 経緯
ピンタゾウガメは食用肉として乱獲され、人為的に移入されたヤギとブタがピンタ島の植生を破壊したことで絶滅したと考えられていた。だが、1971年12月1日、ピンタ島でカタツムリの研究をしていたハンガリー人の生物学者József Vágvölgyiが1頭のカメを発見し、港に戻って報告した。翌年春、ガラパゴス国立公園のレンジャーはこのカメをサンタ・クルス島のチャールズ・ダーウィン研究所で保護した。発見当時の年齢は約60歳だと推定されている。このカメはアメリカのコメディアンのジョージ・ゴベルの呼び名からとって「ロンサム・ジョージ」と呼ばれるようになった。「ロンサム・ジョージ」は日本語では「孤独なジョージ」、「独りぼっちのジョージ」などと翻訳されており、種を保存するための繁殖計画が成功せずメスを寄せ付けなかったことからこの呼び名がついた。
絶滅したと考えられていたピンタゾウガメが発見されたことからガラパゴス国立公園管理局は繁殖計画を実施した。1990年、イサベラ島からロンサム・ジョージと交配させるために2頭の近縁種のメスが連れてこられた。20年近く明確な成果はなく、たまに奇形の卵が産まれていた程度だったが、2008年7月20日にメスの片方が巣を掘って9個の卵を出産したことが確認された。だが最終的に16個の卵が回収されて人工孵卵器に移されたものの、全て無精卵であり孵化することはなかった。
2012年6月24日、長年ジョージの世話をしていたガラパゴス国立公園のレンジャー、ファウスト・ジェレナが水飲み場に向けて体を伸ばした状態で死んでいるジョージを発見した。死亡時の年齢は100歳を超えていたと推定されている。ジョージの死によりピンタゾウガメは絶滅し、ガラパゴス諸島に生息しているカメは10種に減少したとされている。

## 死後

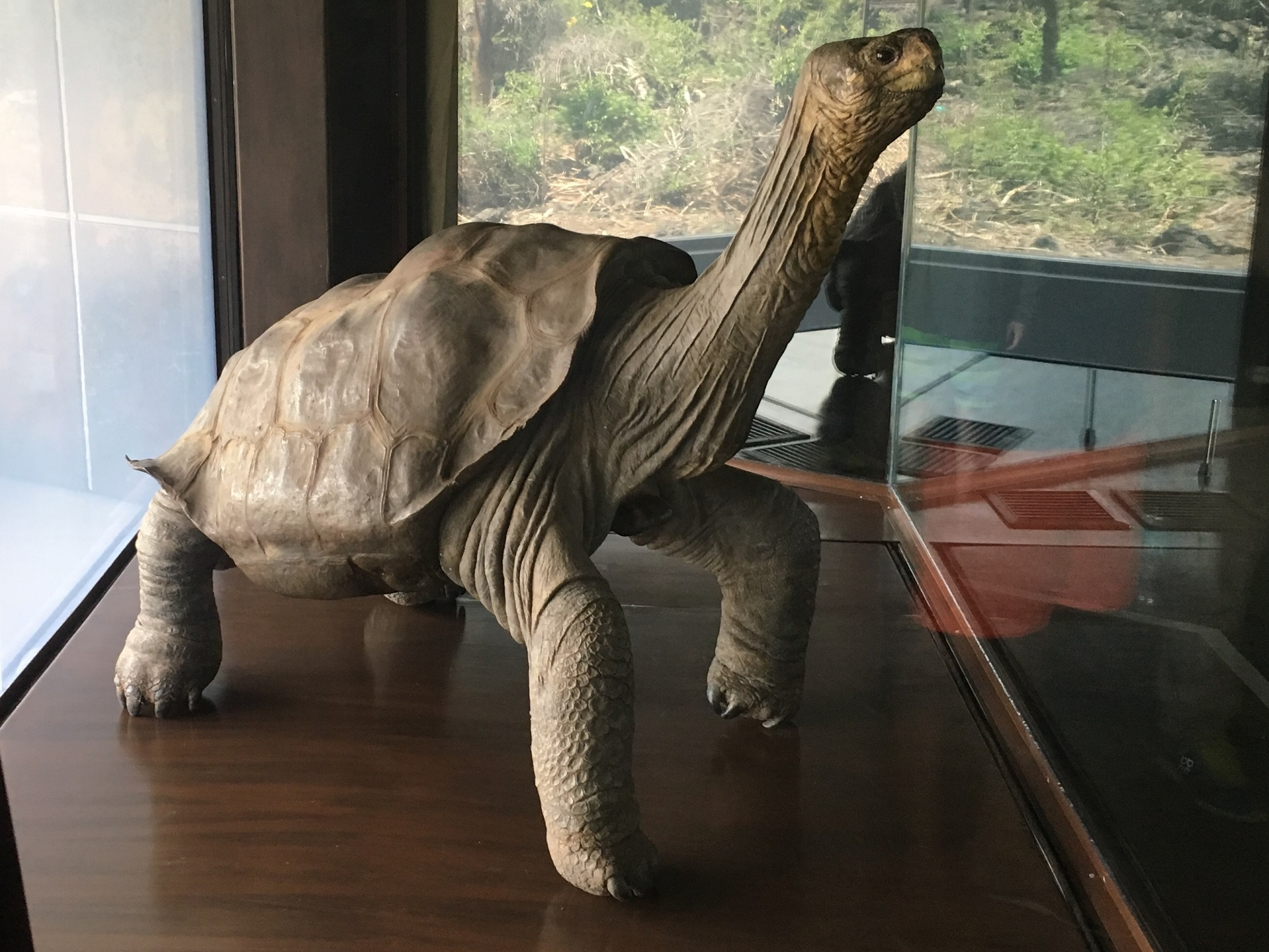
チャールズ・ダーウィン研究所で展示されているロンサム・ジョージの剥製（2017年）

検死を行った獣医はジョージの死因は自然死だと判断した。また、このとき培養用として皮膚の細胞のサンプルが採取され冷凍保存された。
ジョージの遺骸はアメリカ自然史博物館で剥製に加工された。剥製は2014年9月から2015年1月まで博物館で展示された。2017年2月17日、剥製はエクアドルの軍用機でガラパゴス諸島サンタ・クルス島のプエルト・アヨラに輸送され、23日から故郷であるガラパゴス国立公園で展示されることとなった。